# Iceland International 1987
Die Iceland International 1987 im Badminton fanden vom 14. bis zum 15. März 1987 in Reykjavík statt. Es war die zweite Auflage dieser internationalen Titelkämpfe von Island im Badminton. 

## Finalergebnisse
| Disziplin    | Sieger                                      | Finalist                                    | Ergebnis           |
| ------------ | ------------------------------------------- | ------------------------------------------- | ------------------ |
| Herreneinzel | Broddi Kristjánsson                         | Huang Wei Cheng                             | 15-8, 17-18, 15-9  |
| Dameneinzel  | Þórdís Edwald                               | Ása Pálsdóttir                              | 11-1, 11-4         |
| Herrendoppel | Broddi Kristjánsson Þorsteinn Páll Hængsson | Árni Þór Hallgrímsson Guðmundur Adolfsson   | 15-13, 15-12       |
| Damendoppel  | Þórdís Edwald Elisabet Þórðardóttir         | Guðrún Júlíusdóttir Ása Pálsdóttir          | 15-5, 15-4         |
| Mixed        | Broddi Kristjánsson Kristín Magnúsdóttir    | Árni Þór Hallgrímsson Elisabet Þórðardóttir | 11-15, 15-4, 15-13 |